# Bidein a' Choire Sheasgaich
Bidein a' Choire Sheasgaich är ett berg i Storbritannien.   Det ligger i kommunen Highland och riksdelen Skottland, i den nordvästra delen av landet, 700 km nordväst om huvudstaden London. Toppen på Bidein a' Choire Sheasgaich är 945 meter över havet, eller 214 meter över den omgivande terrängen. Bredden vid basen är 2,2 km.
Terrängen runt Bidein a' Choire Sheasgaich är huvudsakligen kuperad. Trakten runt Bidein a' Choire Sheasgaich är nära nog obefolkad, med mindre än två invånare per kvadratkilometer. Omgivningarna runt Bidein a' Choire Sheasgaich är i huvudsak ett öppet busklandskap.